# Japan Diamond Softball League
La Japan Diamond Softball League, comunemente nota come JD.League, è il massimo campionato giapponese di softball femminile. La lega è composta da 16 squadre (8 nella East Division e 8 nella West Division). La maggior parte delle squadre sono possedute dalle principali aziende giapponesi.

## Storia
Il primo campionato nazionale di softball femminile venne fondato nel 1968 come Japan Softball League.
La JD.League fu fondata nel 2022, e le prime 16 squadre dalla Japan Softball League si unirono alla nuova lega. Nel frattempo, la Japan Softball League precedente esiste ancora come campionato de facto di livello inferiore.

## Squadre
La JD.League è composta da 16 squadre divise in due divisioni da 8 squadre ciascuna.
| Division | Squadra                        | Città               | Fondazione | Esordio | Note   |
| -------- | ------------------------------ | ------------------- | ---------- | ------- | ------ |
| East     | Honda Reverta                  | Mooka, Tochigi      | 2001       | 2022    | [ 5 ]  |
| East     | Bic Camera Takasaki Bee Queen  | Takasaki, Gunma     | 2015       | 2022    | [ 6 ]  |
| East     | Taiyo Yuden Solfille           | Takasaki, Gunma     | 1984       | 2022    | [ 7 ]  |
| East     | Toda Medics                    | Toda, Saitama       | 1976       | 2022    | [ 8 ]  |
| East     | Hitachi Sundiva                | Yokohama, Kanagawa  | 1985       | 2022    | [ 9 ]  |
| East     | Ogaki Minamo                   | Ogaki, Gifu         | 2010       | 2022    | [ 10 ] |
| East     | NEC Platforms Red Falcons      | Kakegawa, Shizuoka  | 1983       | 2022    | [ 11 ] |
| East     | Denso Bright Pegasus           | Anjo, Aichi         | 1960       | 2022    | [ 12 ] |
| West     | Toyota Red Terriers            | Toyota, Aichi       | 1948       | 2022    | [ 13 ] |
| West     | Toyota Industries Shining Vega | Kariya, Aichi       | 1952       | 2022    | [ 14 ] |
| West     | Tokai Rika Cherry Blossoms     | Oguchi, Aichi       | 1979       | 2022    | [ 15 ] |
| West     | NSK Brave Bearies              | Konan, Shiga        | 1972       | 2022    | [ 16 ] |
| West     | SGH Galaxy Stars               | Kyoto, Kyoto        | 2005       | 2022    | [ 17 ] |
| West     | Shionogi Rainbow Stokes Hyogo  | Amagasaki, Hyōgo    | 1949       | 2022    | [ 18 ] |
| West     | Iyo Bank Vertz                 | Matsuyama, Ehime    | 1985       | 2022    | [ 19 ] |
| West     | Takagi Kitakyushu Water Wave   | Kitakyushu, Fukuoka | 2017       | 2022    | [ 20 ] |

## Vittorie per squadra

### Japan Softball League (1968-2021)
La Japan Softball League era il massimo campionato giapponese di softball femminile dal 1968 al 2021. I Bic Camera Takasaki Bee Queen furono la squadra più titolata, vincitrice del campionato per 14 volte.
| Squadra                        | Vittorie | Finali perse | Anni vittorie                                                                      | Anni finali perse                        |
| ------------------------------ | -------- | ------------ | ---------------------------------------------------------------------------------- | ---------------------------------------- |
| Bic Camera Takasaki Bee Queen  | 14       | 7            | 1990, 1995, 1997, 2002, 2003, 2005, 2008, 2009, 2013, 2015, 2017, 2019, 2020, 2021 | 1998, 2000, 2001, 2011, 2012, 2014, 2018 |
| Toyota Red Terriers            | 10       | 4            | 1969-A, 1970, 1974, 1984, 2010, 2011, 2012, 2014, 2016, 2018                       | 2009, 2013, 2015, 2021                   |
| Toyota Industries Shining Vega | 8        | 3            | 1994, 1996, 1998, 1999, 2001, 2004, 2006, 2007                                     | 1997, 2005, 2008                         |
| Kurabo                         | 8        | 0            | 1968-P, 1969-P, 1971-A, 1976, 1979, 1980, 1981, 1982                               | -                                        |
| Taiyo Yuden Solfille           | 6        | 4            | 1987, 1988, 1989, 1991, 1992, 1993                                                 | 1995, 1996, 2016, 2017                   |
| Takashimaya                    | 3        | 0            | 1971-P, 1972, 1983                                                                 | -                                        |
| Unitika                        | 2        | 0            | 1977, 1978                                                                         | -                                        |
| Hitachi Sundiva                | 1        | 5            | 2000                                                                               | 1994, 1999, 2003, 2006, 2010             |
| Denso Bright Pegasus           | 1        | 0            | 1986                                                                               | -                                        |
| NSK Brave Bearies              | 1        | 0            | 1985                                                                               | -                                        |
| Shionogi Rainbow Stokes Hyogo  | 1        | 0            | 1975                                                                               | -                                        |
| Daiwabo                        | 1        | 0            | 1973                                                                               | -                                        |
| Hirobo                         | 1        | 0            | 1968-A                                                                             | -                                        |
| Honda Reverta                  | 0        | 2            | -                                                                                  | 2019, 2020                               |
| Citrine Ichinomiya             | 0        | 2            | -                                                                                  | 2004, 2007                               |
| SGH Galaxy Stars               | 0        | 1            | -                                                                                  | 2002                                     |

- Squadre della JD.League
- Squadre non più attive
- Ci sono record delle "finali perse" solo dopo il 1994 quando si adottarono i playoff della postseason.
- Nel 1968, 1969 e 1971, si tennero il torneo primaverile (P) e il torneo autunnale (A).

### JD.League (2022-presente)
Aggiornato al 19 novembre 2023.
| Squadra                        | Vittorie | Finali perse | Anni vittorie | Anni finali perse |
| ------------------------------ | -------- | ------------ | ------------- | ----------------- |
| Bic Camera Takasaki Bee Queen  | 1        | 1            | 2022          | 2023              |
| Toyota Red Terriers            | 1        | 0            | 2023          | -                 |
| Toyota Industries Shining Vega | 0        | 1            | -             | 2022              |

### Esplicative
1. ↑  Fondata nel 1983 come squadra di softball della Honda Engineering.
2. ↑  Fondata nel 1981 come squadra di softball della Hitachi Takasaki.
3. ↑  Fondata nel 1986 come squadra di softball della Miki House.
4. ↑  Fondata nel 1969 come squadra di softball della Toshiba Kitakyushu.

### Bibliografiche
1. ↑   クラブ化を強制せず 時流に合ったソフトボール新リーグ, su nikkei.com, The Nikkei. URL consultato il 23 gennaio 2022.
2. ↑   日本女子ソフトボールリーグ機構 新リーグ名称および参加チーム決定のお知らせ, su prtimes.jp, PR Times. URL consultato il 28 giugno 2021.
3. ↑   「第55回日本女子ソフトボールリーグ」試合方式について, su jsl-women.com, Japan Softball League. URL consultato il 16 marzo 2022.
4. ↑  Teams Japan Softball League
5. ↑  Honda Reverta JD.League
6. ↑  Bic Camera Takasaki Bee Queen JD.League
7. ↑  Taiyo Yuden Solfille JD.League
8. ↑  Toda Medics JD.League
9. ↑  Hitachi Sundiva JD.League
10. ↑  Ogaki Minamo JD.League
11. ↑  NEC Platforms Red Falcons JD.League
12. ↑  Denso Bright Pegasus JD.League
13. ↑  Toyota Red Terriers JD.League
14. ↑  Toyota Industries Shining Vega JD.League
15. ↑  Tokai Rika Cherry Blossoms JD.League
16. ↑  NSK Brave Bearies JD.League
17. ↑  SGH Galaxy Stars JD.League
18. ↑  Shionogi Rainbow Stokes Hyogo JD.League
19. ↑  Iyo Bank Vertz JD.League
20. ↑  Takagi Kitakyushu Water Wave JD.League